# Ophiomastix flaccida
Ophiomastix flaccida is een slangster uit de familie Ophiocomidae.
De wetenschappelijke naam van de soort werd in 1874 gepubliceerd door Theodore Lyman.